# الدوري البرتغالي الدرجة الثانية 2011–12
الدوري البرتغالي الدرجة الثانية 2011–12 (بالبرتغالية: II Divisão B de 2011–12‏) هو موسم من الدوري البرتغالي الدرجة الثانية. فاز فيه نادي فارزيم.